# Пам'ятник Петру I (Таганрог)
Пам'ятник Петру І — бронзова скульптура російського імператора Петра І у місті Таганрозі. 

## Історія
Задум про створення пам'ятника Петру I в Таганрозі належить міському голові А. М. Алферакі. Найвищий дозвіл на будівництво пам'ятника було дано 5 червня 1893 року.
У 1897 році Дума на своєму засіданні розглянула пропозицію, що поступила й ухвалила рішення просити скульптора М. М. Антокольського виготовити пам'ятник Петру Першому.
У квітні 1898 року А. П. Чехов зустрівся з М. М. Антокольським в Парижі і скульптор дав свою згоду і навіть виявив бажання всі турботи по відливання бронзової фігури пам'ятника взяти на себе.
А. П. Чехов писав П. Іорданову, міському голові:

Це пам'ятник, кращого за який не дав би Таганрогу навіть всесвітній конкурс, і про кращий навіть мріяти не можна. Близько моря це буде і мальовничо, і велично, і урочисто, не кажучи вже про те, що статуя зображує цього царя.

Відливання пам'ятника було зроблено в майстернях братів Тібо в Парижі. П'єдестал до монумента був виготовлений в 1901 році художником Едуардсом Б. В., власником Одеської художньої майстерні.
Місце для встановлення пам'ятника було вибрано біля брами міського саду на Петровській вулиці.
14 травня 1903 року пам'ятник засновнику Таганрога Петру I був урочисто відкритий у присутності багатьох гостей міста і городян. Зображена на весь зріст постать Петра I, одягнена в мундир офіцера Преображенського полку, була встановлена на гранітному постаменті. Погляд Петра I звернений до гавані, будівництві якої він приділяв багато сил і уваги. На лицьовій стороні постаменту — напис: «Імператор Петро I, Таганрог 1698—1898».
Пам'ятник обійшовся місту в 400 тисяч рублів.
Загальна висота пам'ятника 8,8 метрів, висота бронзової скульптури — 3,4 метра, висота п'єдесталу — 5,4 метра, вага — 800 пудів.
П. П. Філевський у своїй книзі «Віночок на пам'ятник Петру Великому» писав:

Головна заслуга в усьому цьому належить П. Іорданову, який, можна сказати, один виніс на своїх плечах важку справу — майже без грошей створив пам'ятник, і не убогий, а один із найкращих у Росії. Величезну послугу в цьому надав Таганрогу вірний громадянин міста А. П. Чехов, через якого П. Ф. Іорданов зійшовся зі скульптором Антокольським.

У січні 1924 року фігура Петра I була знята з п'єдесталу і встановлена у вестибюлі міської бібліотеки ім. А. П. Чехова, а в 1933 році — в будівлі Краєзнавчого музею. У 1940 році пам'ятник Петру I був встановлений на краю мису проти гавані, де й перебуває у даний час.